# 신림운수
신림운수 주식회사(新林運輸 株式会社)는 마을버스 업체이다.

## 연혁
- 1994년 2월 25일: 회사 설립[1]

## 운행 노선

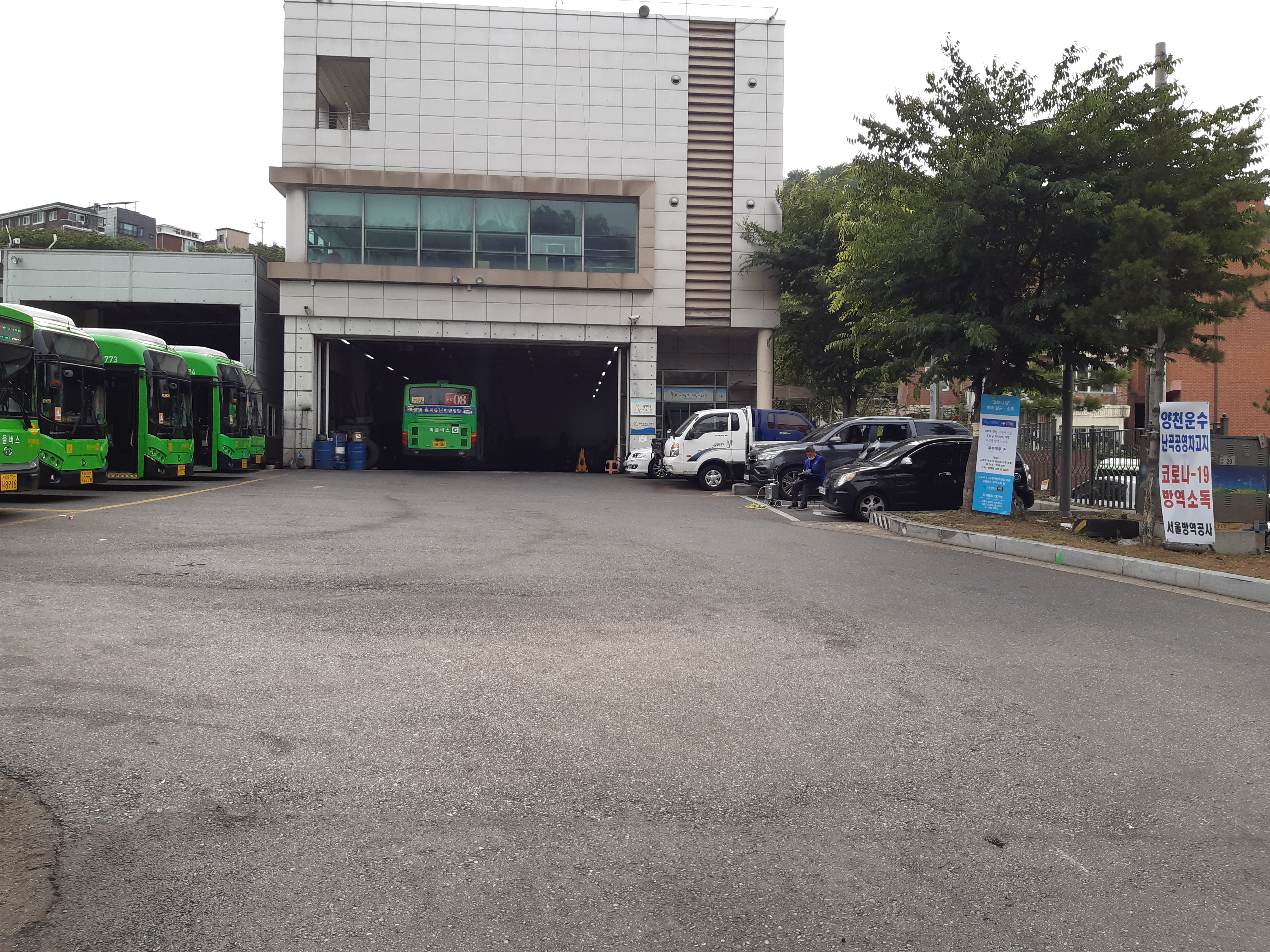
난곡공영차고지

- ● 관악07번: 우성아파트 ↔ 서울대입구역 (구 관악마을 14번) (이 노선은 세광운수와 공동배차한다.)
- ● 관악08번: 난곡공영차고지 ↔ 신림역 (구 관악마을 11번) (이 노선은 세광운수와 공동배차한다.)

## 보유 차량
전 차량이 자일대우버스, 현대상용차의 차종으로 운행한다. (NEW BS090, 현대 그린시티, 현대 일렉시티 타운)

## 같이 보기
- 세광운수